# Miguel de Oquendo
Miguel Oquendo y Domínguez de Segura (ur. 1538 w San Sebastián, zm. 24 września 1588 w Pasajes) – hiszpański XVI-wieczny admirał, był pochodzenia baskijskiego. Jeden z dowódców Wielkiej Armady, zmarł na pokładzie okrętu po powrocie z wyprawy.
Miguel de Oquendo pochodził z drobnej szlachty, w wieku 15 lat wstąpił do marynarki i w miarę zbierania doświadczenia pokonywał kolejne szczeble kariery. W 1575 roku, już jako doświadczony żeglarz, brał udział w kampanii przeciwko Oranowi. W 1577 roku został mianowany kapitanem hiszpańskiej marynarki wojennej. W 1580 roku uczestniczył w zajęciu Portugalii przez wojska Filipa II, a w latach 1582-83 w kampanii na Azorach, gdzie był dowódcą eskadry z Gipuzkoi w zwycięskiej bitwie morskiej pod Ponta Delgada przeciwko francuskiej flocie wspierającej portugalskiego pretendenta do tronu. W uznaniu zasług w 1584 roku został przyjęty do zakonu rycerskiego Santiago. 
W momencie przygotowań do wyprawy Wielkiej Armady Miguel de Oquendo był, obok Juana Martineza de Recalde, jednym z najbardziej doświadczonych hiszpańskich dowódców morskich. Został mianowany admirałem i dowódcą eskadry z Gipuzkoi, liczącej 14 okrętów. Jego okrętem flagowym była karaka ("nao") "Santa Ana" (1200 ton wyporności, 47 dział, 438 osób załogi). Jako zwolennik ofensywnej taktyki przeciwko angielskiej flocie Miguel de Oquendo popadł w konflikt z głównodowodzącym Armadą księciem Medina-Sidonia, który opowiadał się za strategią bardziej zachowawczą. Miguel de Oquendo brał aktywny udział w walkach z angielskimi okrętami, po powrocie z wyprawy zmarł na pokładzie okrętu.